# Гримак, Леонид Павлович
Гримак Леонид Павлович (12 июля 1931 года, Прудентово, Нововасильевский район, Запорожская область, УССР — 22 июля 2008 года, Москва, РФ) — военный врач, психотерапевт, невролог, психофизиолог, гипнотерапевт, полковник медицинской службы в отставке, доктор медицинских наук, профессор, обосновавший и разработавший методологию моделирования функциональных состояний человека в гипнозе и психологию активности.

## Биография
Леонид Павлович родился на юге Украины, в селе Прудентово, в семье рабочего Павла Ефимовича и Прасковьи Алексеевны. Павел Ефимович с первых месяцев Великой Отечественной войны и до её окончания был в рядах Советской Армии, после войны продолжил трудиться в Мелитополе, был членом КПСС. Прасковья Алексеевна вела домашнее хозяйство. Кроме Леонида, в семье был ещё младший сын Евгений (1937 г.р.).
После окончания 10 классов Леонид Павлович поступил в Крымский государственный медицинский институт в Симферополе, а после 4-го курса был зачислен на 5-й курс военно-медицинского факультета Харьковского медицинского института, где он всерьез заинтересовался психикой человека. В это время в Харькове преподавал выдающийся советский психофизиолог и гипнолог Константин Иванович Платонов, ученик Владимира Михайловича Бехтерева. Считалось, что в Харькове находилась одна из трёх школ отечественного гипноза (две другие находились в Москве и Ленинграде) — школа К. И. Платонова. На выпускном курсе Л. П. Гримак окончательно определился с направлением своей будущей деятельности — изучение возможностей человеческой психики, и, в частности, гипноза. Уже тогда молодого Леонида Гримака приметил знаменитый профессор К. И. Платонов, особо выделяя его среди прочих студентов.
После окончания военно-медицинского факультета в 1955 году Л. П. Гримак был направлен в качестве военного врача в Воздушно-десантные войска. Служил в Закавказье, в 104-й гвардейской воздушно-десантной дивизии. На протяжении девяти лет службы в ВДВ Леонид Павлович как офицер-десантник совершил не один десяток парашютных прыжков, как военный врач прошёл специализацию по неврологии. Личный опыт десантирования, практическая работа в сложных условиях профессиональной деятельности позволили Л. П. Гримаку собрать уникальный экспериментальный материал о влиянии воздушно-десантной подготовки на организм человека. В 1963 году он защитил кандидатскую диссертацию в Военно-медицинской академии им. С. М. Кирова, в Ленинграде. Три года спустя вышла в свет его первая монография со скромным названием «Психологическая подготовка парашютиста».

В 1964 году капитан медицинской службы Гримак перевёлся младшим научным сотрудником в Государственный научно-исследовательский испытательный институт авиационной и космической медицины МО СССР (ГНИИИАКМ).
Как впоследствии сам рассказывал известный советский психолог К. К. Платонов, работавший тогда в этом институте, он способствовал этому переводу по просьбе своего отца — профессора К. И. Платонова, просившего взять на работу перспективного молодого военного врача. Это был единственный случай в жизни К. И. Платонова, когда он обратился с подобной просьбой к своему сыну.
В 1960—1970-е годы в ГНИИИАКМ решались задачи, связанные с пребыванием человека в воздушном и космическом пространстве, проблемы отбора и подготовки летчиков и космонавтов. В ГНИИИАКМ Л. П. Гримак прошёл все ступеньки роста научного сотрудника, став в 1986 году начальником отдела. В 1975 году защитил докторскую диссертацию, в 1988 году стал профессором. В 1989 году Л. П. Гримак уволился в запас и в течение двух лет руководил отделом оценки функциональных состояний и активизации работоспособности в ВНИИПК Техоргнефтегазстроя Министерства нефтяной промышленности СССР. С 1991 по 1992 год — ведущий научный сотрудник НПЦ психофизиологии и психологии труда МВД СССР. 
С 1992 по 1999 год — главный научный сотрудник ВНИИ МВД России. С 1999 года и до последних дней своей жизни работал врачом-психотерапевтом в Центре восстановительной медицины ЦКБ № 1 РЖД России.
Л. П. Гримак похоронен на Центральном кладбище Симферополя, 35-й участок.

## Научная деятельность
С первых лет научно-практической деятельности Л. П. Гримак исповедовал принцип личного участия и непосредственной апробации по возможности на себе всех тех подходов и методов, которые впоследствии находили отражение в многочисленных научных отчета, монографиях, статьях и книгах. Его подход в научно-исследовательской работе был основан на тщательном самонаблюдении и самоанализе за собственными психофизиологическими и поведенческими реакциями. Именно благодаря этому принципу появилась его первая монография «Психологическая подготовка парашютиста». Этот труд является научно-практическим руководством по повышению психофизиологической устойчивости лиц опасных профессий.
Методические подходы, изложенные в этой книге, продолжают оставаться актуальными не только для десантников, но и для представителей других опасных профессий. В основе повышения психологической устойчивости в этой монографии описан метод аутогенной тренировки. В течение последующих лет Л. П. Гримак постоянно совершенствовал этот метод, приспосабливая его для решения разных задач, стоящих перед занимающимися — начиная от повышения стрессустойчивости и эффективности профессиональной деятельности лиц операторского профиля, заканчивая восстановления после тяжелых соматических заболеваний. В арсенале профессора Л. П. Гримака было несколько вариантов аутогенной тренировки, рассчитанных как для экспресс-применения, так и для основательного освоения с целью использования в качестве медитативной техники.
Серия техник аутогенной тренировки, разработанных Л. П. Гримаком, была включена в различные методические рекомендации и руководства Министерства обороны СССР. Будучи учеником К. И. Платонова и обладая богатыми природными данными, Л. П. Гримак активно использовал гипноз в качестве метода моделирования различных функциональных и эмоциональных состояний. Он разработал метод моделирования с помощью гипноза состояния невесомости, который с успехом применялся для изучения психофизиологических состояний космонавтов в космических полетах.
Изучение изменений, происходящих в организме человека, находящегося в состоянии гипнотического транса, привело Л. П. Гримака к необходимости более углубленного изучения особенностей функциональной межполушарной асимметрии. Он явился одним из первых отечественных психофизиологов, описавшего особенности динамических изменений активности полушарий головного мозга у человека в зависимости от его функционального состояния. Под его руководством были осуществлены исследования возможности целенаправленного изменения тонуса полушарий мозга в целях профилактики и лечения психосоматических заболеваний.
Ещё одним направлением, связанным с применением гипноза, было изучение биополевого взаимодействия биологических объектов. На основе экспериментального материала и многолетней практики Л. П. Гримак разработал собственный метод биоэнерготерапии.
Результатом многолетней научно-практической деятельности Л. П. Гримака стала психология активности — направление в психологии, обосновывающее возможности использования резервных возможностей психики для эффективного управления человеком своим функциональным состоянием, своим здоровьем и жизнью.
Под руководством Л. П. Гримака была разработана методология использования нетрадиционных методов раскрытия преступлений, включа использование следственного гипноза.
На протяжении всей своей врачебной деятельности Л. П. Гримак занимался врачебной практикой как психотерапевт. Научное наследие Л. П. Гримака содержится в его книгах и статьях, так только с 1998 по 2001 год в журнале «Прикладная психология» было опубликовано 16 статей Л. П. Гримака, посвящённых гипнозу. Одна из них — «Гипноз и телевидение».

## Награды
- Орден «Знак почета» (1975),
- 8 ведомственных медалей

## Семья
Жена — Кравцова Земфира Алексеевна (1931—2018). Сын — Олег (1954—1993).